# Petrovac na Mlavi
Petrovac na Mlavi (in serbo Петровац на Млави?), conosciuta anche semplicemente come Petrovac, è una città e una municipalità del distretto di Braničevo nel nord della Serbia centrale.

## Municipalità
La municipalità di Petrovac na Mlavi comprende la città di Petrovac na Mlavi e i seguenti villaggi:
| - Bistrica - Bošnjak - Burovac - Busur - Ćovdin - Dobrnje - Dubočka - Kamenovo - Kladurovo - Knežica | - Krvije - Leskovac - Lopušnik - Malo Laole - Manastirica - Melnica - Oreškovica - Orljevo - Pankovo - Ranovac | - Rašanac - Šetonje - Stamnica - Starčevo - Tabanovac - Trnovče - Veliki Popovac - Veliko Laole - Vezičevo - Vitovnica | - Vošanovac - Zabrđe - Ždrelo |  |

## Galleria d'immagini

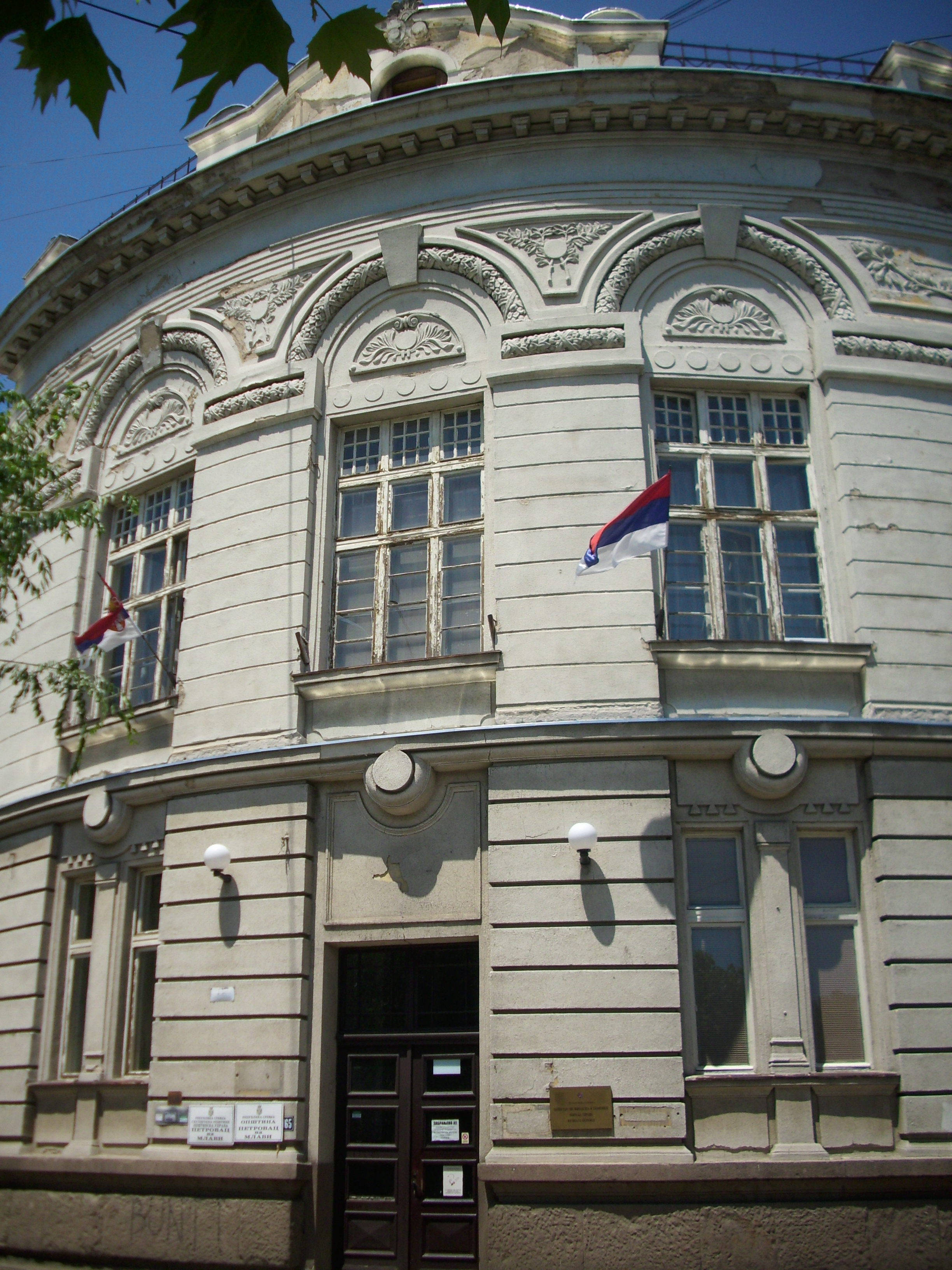
Municipio
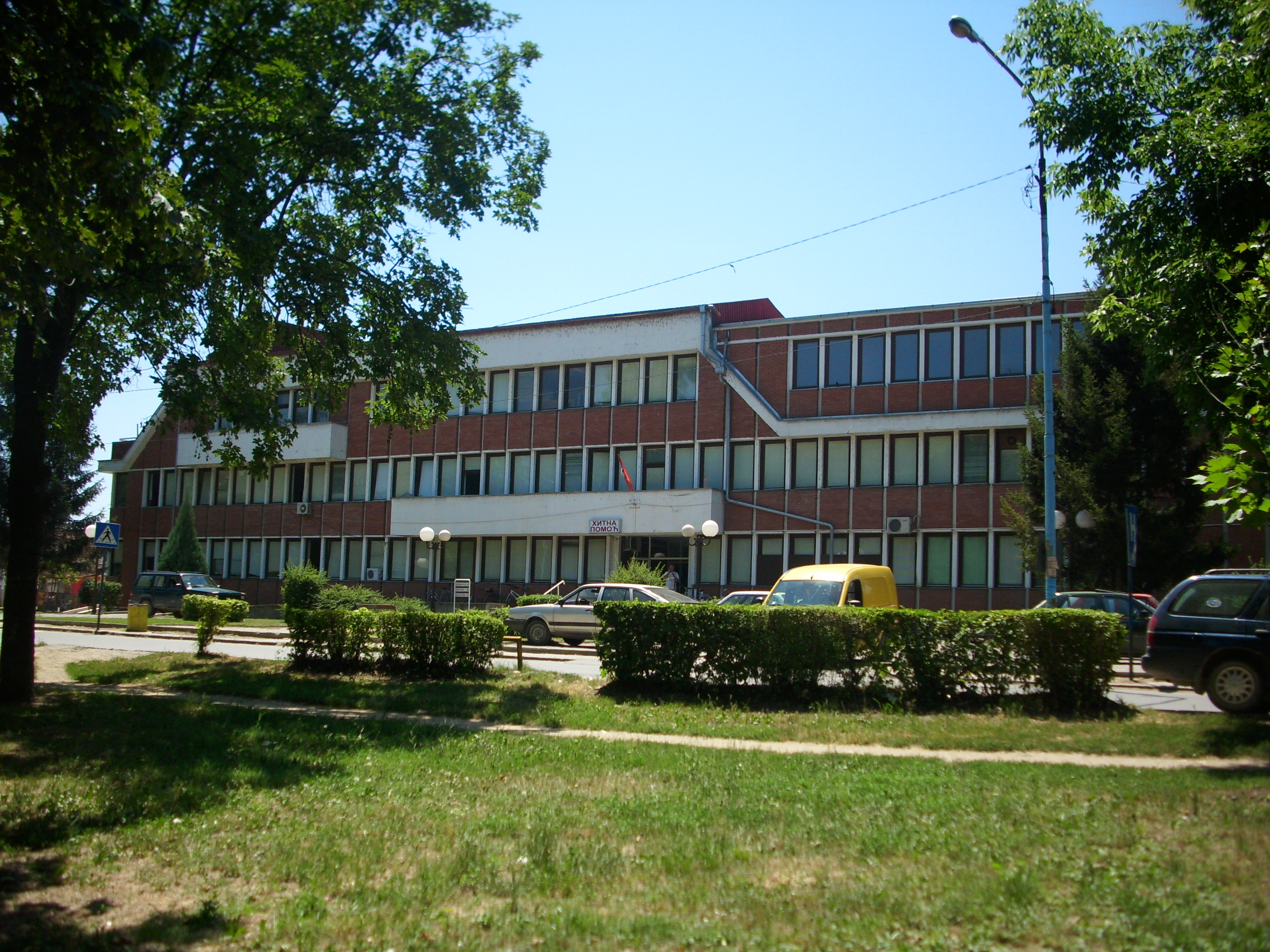
Centro di salute
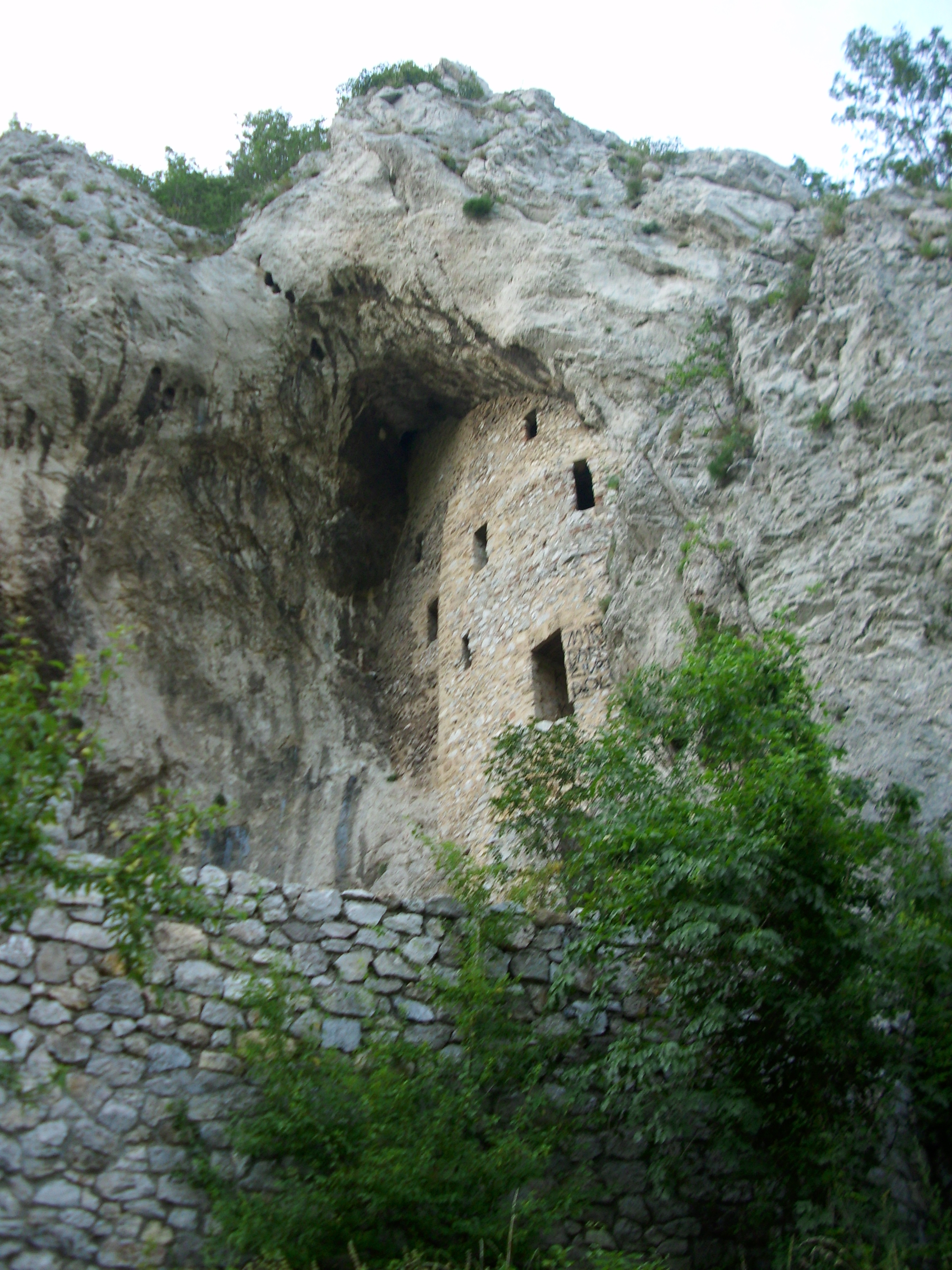
Monastero di Blagoveštenje